# 11427 Віллемколфф
11427 Віллемколфф (11427 Willemkolff) — астероїд головного поясу, відкритий 24 вересня 1960 року.
Тіссеранів параметр щодо Юпітера — 3,188.